# 重要産業統制法
重要産業統制法（じゅうようさんぎょうとうせいほう）は、1931年（昭和6年）の濱口内閣において、重要な産業の公正な利益を保護し国民経済の健全な発達を図る目的で、統制協定（カルテル）を管理する統制委員会を設置することを定めた日本の法律である。正式名称は「重要産業ノ統制ニ関スル法律」（昭和6年3月31日法律第40号）。
公布は1931年（昭和6年）4月1日。施行は同年8月11日。当初、5年間の時限立法（法附則2項）であり、1936年（昭和11年）の改正で10年に延長され、トラスト・共販会社をも対象とし、1941年（昭和16年）8月11日に失効した。
なお、朝鮮については、重要産業ノ統制ニ関スル法律（昭六法四〇）ヲ朝鮮ニ施行スルノ件（昭和12年2月26日勅令第25号）によって、統制委員会に関する規定を除き、1937年（昭和12年）3月10日から施行された。
この法により全体主義的な意味での「統制」という語が法律で初めて使用され、後にこの語が国家総動員法および重要産業団体令の中で統制会社、統制団体などとして使用される契機となった。統制会社等については、この法に基づくものに加えて国家総動員法に基づくものについても合わせて記述する。

## 概要
日本初の再保険会社であった日清火災海上保険が関東大震災の影響などで経営困難に陥った1925年、帝国議会衆議院において、高橋是清と金光庸夫が、後の統制法の母体となる輸出組合法（大正14年3月30日法律第27号）及び重要輸出品工業組合法（大正14年3月30日法律第28号）を成立させて海上保険産業を救済した。
加えて、同年には日ソ基本条約が締結され、大日本帝国海軍は北樺太において北樺太石油を経営し始めた。そのため、1930年には北樺太で20万トンの貯油能力を有するようになった。
重要産業統制法案は1931年3月18日、貴族院の輸出組合法中改正法律案特別委員会において、商工大臣俵孫一から提出された。7月の万宝山事件、9月の満州事変で日本軍の軍事物資不足が報道され、10月に群馬県で国防献金制度を拡大する国民国防同盟会が結成されるなどし、海上貿易産業に資する戦争支持の風潮が拡大した。

### 構成
統制協定とは具体的には、生産制限または操業短縮、生産分野、注文割当、販売価格その他に影響を及ぼすような取引条件、販路、販売数量、共同販売等に関する協定を意味し、「重要なる産業」における同業者は、同業者総数の2分の1以上が加盟した「統制協定」が成立したとき、またはそれを変更したときには、一定期間内に主務大臣に届け出ることを要した。「重要なる産業」を指定する権限は、主務大臣にあった。
統制委員会は、統制協定が公益に反する場合、または産業者が関連産業の公正な利益を害すると認めたときは、議決により統制協定の変更や取り消しを命ずることができた（第3条）。
ただし下記の通り、統制委員会と主務大臣は、統制協定加盟者の3分の2以上の申請があるときは、非加盟同業者に対し、統制協定の全部または一部に従うよう命令することができた（強制加入制度）。第4条に主務大臣の監督権、第5条に統制委員会、第6条に罰則が規定された。
1934年（昭和9年）11月2日、セメント工業に対し第2条を発動し、増産中止・生産制限・販売価格に関する3協定に従うべきことを告示した。1936年（昭和11年）11月20日、商工省は麦酒・洋紙製造業を初のトラスト規定適用産業に指定した（告示）。同年11月21日、商工省はセメント製造業許可規則を公布した（省令。本法による許可制の嚆矢）。
同業者間の生産または販売の統制協定の締結を保護助成し、この法をモデルとして、1934年（昭和9年）の石油業法を皮切りに、重工業分野に業法が制定された。
これに加えて、1937年（昭和12年）の輸出入品等に関する臨時措置に関する法律（1937年9月10日公布）による指定の統制団体も設置され、1938年（昭和13年）3月1日には商工省綿糸配給統制規則（省令）により国内民需向けの綿製品製造を禁じる規制も作られ、国内製造の綿製品は全て輸出用となり、民間人が入手できる衣類・布類はスフが中心となった。

## 統制団体
1938年（昭和13年）の国家総動員法および1941年の重要産業団体令により、鉄鋼統制会をはじめとする統制会、統制組合など、いくつもの統制団体が設けられた。素材産業と重工業分野が、補助金や資金手当て、輸入割当などで優先的に配分を受け、生産力増強が促進された。
国家総動員法の規定と、1941年（昭和16年）の勅令たる重要産業団体令の冒頭は以下の通りで、統制団体の発起そのものは、最終的には閣令により行われた。

### 重要産業
1931年（昭和6年）、主務大臣である商工大臣は下記の事業24種を指定していた。
この24種事業についての統制団体は、次の通りとなる。
- 綿糸紡績業 - 大日本紡績聯合会
- 絹糸紡績業 - 絹紡工業会
- 人造絹糸製造業 - 日本人絹聯合会
- 洋紙製造業 - 日本製紙聯合会
- 板紙製造業 - 日本板紙同業会、茶板紙統制会
- カーバイト製造業 - 全国炭化石灰共販組合
- 晒粉製造業 - 晒粉聯合会
- 硫酸製造業 - 東部硫酸販売株式会社、西部硫酸販売株式会社
- 酸素製造業 - 酸素全国聯合会
- 硬化油製造業 - 日本硬化油同業会、硬化油販売株式会社
- 洋灰製造業 - セメント聯合会
- 小麦粉製造業 - 製粉共販組合
- 二硫化炭素 - 硫黄同業会
- 精糖製造業 - 砂糖供給組合
- 銑鉄製造業 - 銑鉄共同販売株式会社
- 合金鉄製造業 - 合金鉄共同組合
- 棒鋼製造業 - 条鋼分野協定会、鋼材聯合会、関東鋼材販売組合
- 山形鋼製造業 - 中型山形鋼共同販売組合、小型山形鋼共同販売組合
- 鋼板製造業 - 日本厚板共同販売組合、中板共同販売組合、日本黒鈑共販組合
- 線材製造業 - 日本線材共同販売組合
- 銅・真鍮の圧延板製造業 - 仲銅協会
- 揮発油製造業または販売業 - 6社協定
- 麦酒製造業 - 麦酒共同販売株式会社
- 石炭鉱業または販売業 - 石炭鉱業聯合会、昭和石炭株式会社

### 統制会
- 日本貿易会（貿易業並に貿易の振興及統制に関する事業の統制会）
- 全国金融統制会
- 鉄鋼統制会
- 軽金属統制会
- 鉱山統制会
- 金属工業統制会
- 化学工業統制会
- 造船統制会
- 車両統制会
- 自動車統制会
- 電気機械統制会
- 精密機械統制会
- 土建統制会
- 蚕糸統制会
- 日本毛糸元売統制会
- セメント統制会
- 繊維統制会（1943年～）